# Кліринговий рубль
Кліринговий рубль — розрахункова грошова одиниця, регіональна валюта, що застосовувалася в СРСР при розрахунках між двома країнами на основі спеціальної клірингової угоди.

## Історія
Кліринговий рубль застосовувався лише як записів на рахунках уповноважених банках. Сума записів на рахунках у клірингових рублях визначалася взаємними поставками товарів та наданням послуг країн-учасниць угоди. Обслуговував товарообіг між двома країнами та пов'язані з ним операції безготівкового характеру. У розрахунках із третіми країнами не застосовувався.
У 1950-1964 на основі двосторонніх угод кліринговий рубль застосовувався в розрахунках з усіма соціалістичними країнами. Після переходу з 1 січня 1964 в рамках РЕВ на розрахунки в переказних рублях застосовувався в розрахунках з КНДР. У розрахунках із Республікою Куба кліринговий рубль використовувався до розпаду (розвалу) Радянського Союзу.
Подібність з переказним рублем:
- аналогічний золотий вміст (0,987412 г);
- мета призначення - обслуговування товарообігу між країнами;
- товарна база.

Відмінність від переказного рубля:
- застосовувався на основі двосторонньої угоди між країнами, тоді як переказний рубль застосовувався на основі багатосторонньої міжнародної угоди між країнами-членами Ради Економічної Взаємодопомоги;
- розрахунки здійснювалися лише через уповноважені банки, тоді як розрахунки у переказних рублях здійснювалися через Міжнародний банк економічного співробітництва.

Обмін національних валют на клірингові та переказні рублі здійснювався за офіційним курсом.